# Vilarinho da Furna

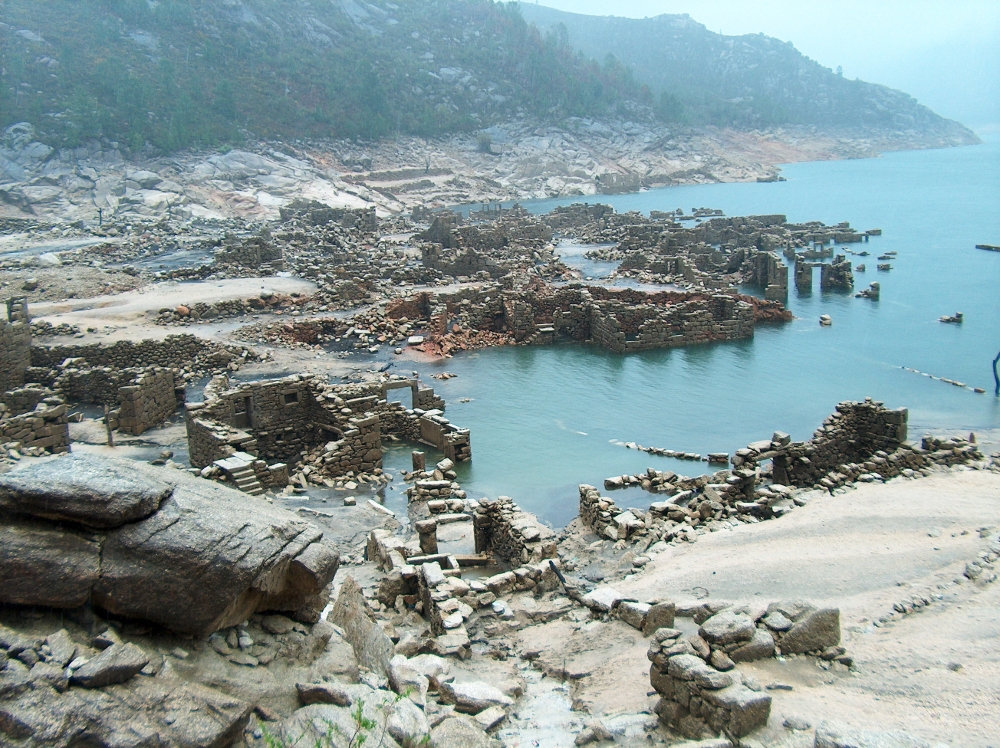
Ruínas da aldeia de Vilarinho da Furna.

Vilarinho da Furna, também conhecido como Vilarinho das Furnas (curruptela por associação com o nome da barragem), era um lugar da freguesia de Campo do Gerês (no passado denominada São João do Campo), situada no concelho de Terras de Bouro, no distrito de Braga. Desde 1971 que esta aldeia está submersa pela albufeira da barragem de Vilarinho das Furnas. Esta barragem acabou por adquirir a denominação errada desta aldeia que acabaria por, até aos dias de hoje, levar muitos a cometer o erro de chamar Vilarinho das Furnas a este lugar, ao invés de Vilarinho da Furna.
No início dos anos 60, contra a vontade do povo de Vilarinho, iniciaram-se as obras iniciais da barragem que acabariam por terminar em 1970. No ano seguinte acabaria por submergir pela primeira vez esta aldeia e em 1972 realizada a sua inauguração, pelas mãos do presidente da república, Almirante Américo Tomaz.
Em outubro de 1985, foi criada a Associação dos Antigos Habitantes de Vilarinho da Furna (AFURNA), com o objetivo de promover e preservar todo o património deste território.Já no ano de 1989 foi inaugurado o Museu Etnográfico de Vilarinho da Furna, construído com pedras de umas das habitações desta aldeia agora submersa pelas águas do rio Homem.
Quando a barragem é esvaziada para limpeza e quando o nível das águas desce em períodos de seca, podem ser vistas ainda as casas, os caminhos e os muros da antiga aldeia.

## Origens e Enquadramento Histórico
Vilarinho da Furna foi uma aldeia comunitária, cujas origens se perdem nas brumas da memória, desconhecendo-se a sua antiguidade. Nas Inquirições de 1220, de D. Afonso II, e de 1258, D. Afonso III, há referências à freguesia de São João do Campo, mas nada se encontra respeitante a Vilarinho da Furna. Mas, no Arquivo Distrital de Braga, encontra-se a primeira referência a Vilarinho, no Tombo da Igreja de São João do Campo, de 1540, bem como os Arquivos Paroquiais, a partir de 1623. Parece que chegou a ser uma freguesia autónoma do concelho de Terras de Bouro, tendo, posteriormente, passado a ser uma aldeia da freguesia de São João do Campo. E sabe-se que era a última povoação por que passava a célebre “Jeira” antes de entrar na Galiza, a antiga via militar de Braga a Astorga.
Na evolução humana, a organização comunitária corresponde a um ciclo cultural resultante da passagem do pastoreio nómada à agricultura sedentária. Em Vilarinho da Furna conservou-se, até 1971, uma organização comunitária bastante perfeita, o que denota a superioridade de uma economia que conjuga as potencialidades das economias pastoril e agrícola, sistema de organização comunitária, outrora muito espalhado na Europa.
Vilarinho da Furna deve filiar-se na cultura dos pastores e ganadeiros da Europa, povos indo-europeus que migraram de leste para oeste, em duas épocas. A primeira, em tempos pré-romanos, provavelmente formados por ramificações do povo celta. A segunda, por povos germânicos que invadiram a Península Ibérica aquando da queda do império Romano do Ocidente, nomeadamente Suevos.

## Enquadramento Natural
A 4 km da sede da freguesia, Campo do Gerês, a aldeia encontra-se agora submersa nas águas do rio Homem que a barragem contém. Num recanto praticamente isolado e perdido entre a Serra Amarela, a Norte e Poente, e a serra do Gerês, a Sul e Nascente, está ancorada entre o vale do Ribeiro das Furnas, onde pontuavam ramadas de vinha, a deslizar por uma encosta granítica, até se alargar em terrenos de aluvião muito férteis, onde se cultivava o milho, a batata e o feijão.
O casario distribuía-se predominantemente pelo sopé da Serra Amarela, virado a Nascente, e, portanto, protegido do Norte e Poente pela Serra Amarela, na margem direita do rio Homem. Do lado da margem esquerda do rio Homem, o terreno era mais arborizado, com pequenas faixas destinadas à pastagem do gado, fazendo parte da serra do Gerês.
Era antes da confluência do Ribeiro das Furnas com o rio Homem que se situava a aldeia. O rio apresentava aqui, onde o vale era mais largo, poços fundos e transparentes, onde, a pouca distância, havia cavernas ou furnas no granito, com grandes fendas e desprendimento de blocos.

## Construção da barragem
Os planos para a obra começaram em 1950 e os trabalhos no terreno em 1967. Nesta altura, Vilarinho da Furna tinha cerca de 300 habitantes.
Os habitantes acabaram por sair prejudicados na compensação que receberam para sair da vila. A terra foi avaliada em apenas 0,5 escudos por metro quadrado pela Companhia Hidroeléctrica do Cavado, um valor muito abaixo do normal na altura.
Para além disto, os habitantes também tiveram problemas na própria evacuação. Dado estar num local remoto e de difícil acesso a estradas, a população teve de arcar sozinha com os custos e problemas para levar os seus pertences, já que o Estado não construiu um caminho de asfalto que facilitasse o transporte. O último habitante saiu em 1971, um ano antes da localidade ficar totalmente submersa.